# Manuel Lucero
Manuel Lucio Lucero (San Javier, Provincia de Córdoba, Argentina, diciembre de 1814 - Córdoba, Argentina, 23 de septiembre de 1878) fue un abogado, docente universitario y político argentino, que tuvo una actuación destacada en la política nacional durante la década de 1850, tomando activa participación en el enfrentamiento de la Confederación Argentina con el Estado de Buenos Aires, temporalmente separado de la misma.

## Biografía
Estudió en el Colegio de Monserrat y en la Universidad de Córdoba, recibiéndose de abogado en 1838.
Fue procurador y defensor de menores de la ciudad de Córdoba; enseñó latín y filosofía en la Universidad hasta el año 1840, en que debió huir a Chile por su participación en la revolución unitaria de ese año, que terminó con la derrota del general Juan Lavalle.
En 1847 regresó a la Argentina y se estableció en la Provincia de Jujuy, donde fue juez de segunda instancia de la provincia. Apoyó la revolución unitaria de 1849 contra el gobernador Pedro Castañeda y fue diputado provincial. Cuando el caudillo Mariano Iturbe recuperó el poder para los federales huyó a Bolivia, de donde pasó a Perú y Chile. Regresó a Jujuy después de la Batalla de Caseros y del fusilamiento de Iturbe.
Regresó a Córdoba, donde apoyó la revolución contra el gobernador Manuel López; fue uno de los principales apoyos del gobernador Guzmán.
Desde 1854 fue diputado al Congreso de la Confederación Argentina, instalado en Paraná. Fue el autor de la Ley de Derechos Diferenciales, con la cual la Confederación intentaba defenderse del casi absoluto monopolio portuario del Estado de Buenos Aires, aprobada en junio de 1856. Esta ley fijaba aranceles aduaneros más altos para las mercaderías ingresadas a la Confederación desde Buenos Aires (provincia que se había separado de la Confederación)  para evitar que continuara ingresando casi todas las importaciones por el puerto de esa ciudad; de esa manera se aumentaba la recaudación aduanera, que era la principal fuente de ingresos, tanto de la Confederación como del Estado rebelde.
En 1858 volvió a ser elegido diputado nacional, pero esta vez por la Provincia de San Luis, de donde era originaria su familia.
Su mandato caducó a principios de 1862 y se instaló en Rosario, donde ejerció como abogado particular. Al año siguiente, tras la disolución de la Confederación, fue perseguido por los partidarios del presidente Bartolomé Mitre, por lo que pasó a la Provincia de Entre Ríos, donde ejerció como presidente de la Corte de Justicia provincial. Renunció a su cargo en 1870, cuando al inicio de la Rebelión Jordanista fue asesinado el expresidente Justo José de Urquiza, con quien tenía relaciones estrechas.
Regresó a Córdoba, donde ejerció como senador y diputado provincial, siendo nombrado presidente de la cámara de diputados local. Fue presidente del organismo que organizó la banca provincial.
En marzo de 1874 fue elegido rector de la Universidad Nacional de Córdoba. Se destacó como un rector activo y fundó las facultades de medicina y de ciencias exactas, además de proyectar la de humanidades.
Falleció en Córdoba en septiembre de 1878.